# Tasmanophlebi lacus-coerulei
Tasmanophlebi lacus-coerulei là một loài côn trùng thuộc họ Siphlonuridae. Đây là loài đặc hữu của Úc.